# Nernstia mexicana
Nernstia mexicana är en måreväxtart som först beskrevs av Joseph Gerhard Zuccarini, Carl Friedrich Philipp von Martius och Dc., och fick sitt nu gällande namn av Ignatz Urban. Nernstia mexicana ingår i släktet Nernstia och familjen måreväxter. Inga underarter finns listade i Catalogue of Life.